# إمجاعسن (جبل)
جبل إمجاعسن هو جبل يقع في ديار قبيلة بلقرن غربي قرى آل عمران في محافظة بلقرن في منطقة عسير في المملكة العربية السعودية، ويمتد إلى تهامة في محافظة العرضيات على شكل ذراع واصلاً بذلك السراة مع جبل حضوضاء في تهامة بلقرن، وفي سفوحه تقع بعض الحلل (المنازل الموسمية) لآل سليمان من بلقرن.